# Löwenhagen
Löwenhagen ist ein Ortsteil der Gemeinde Niemetal in der Samtgemeinde Dransfeld im Landkreis Göttingen von Niedersachsen.

## Geografie

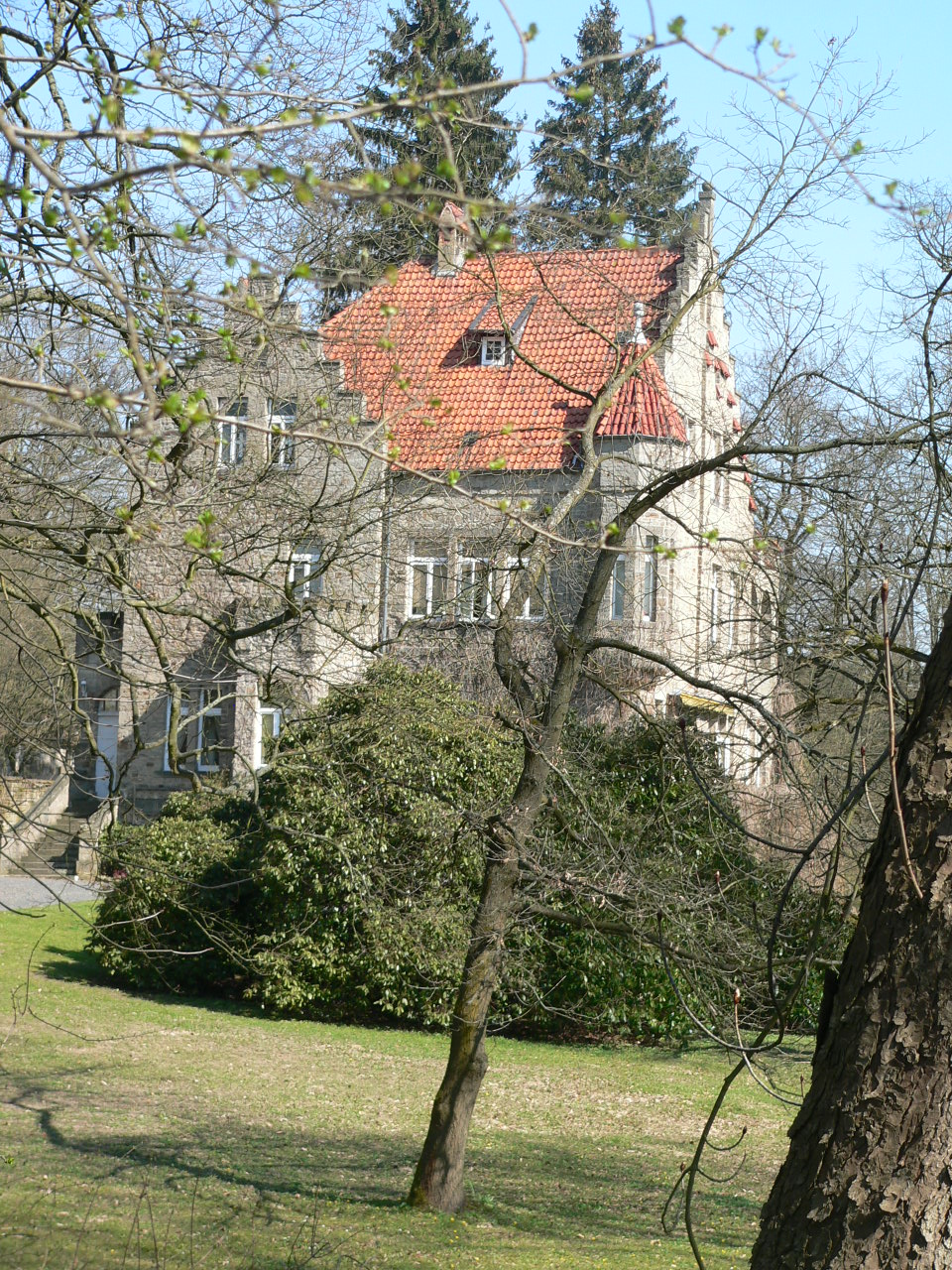
Niemetal-Löwenhagen, „Schloss“, Sitz der Stockhausenschen Forst- und Schlösserverwaltung

Löwenhagen ist ein Dorf, das im Tal der Nieme und an der Deutschen Märchenstraße liegt, 5 km westlich von Dransfeld. Die Weser fließt in 7 km Entfernung westlich von Löwenhagen.

## Geschichte

### Mittelalter
Der Bau der ersten Kirche in Karolinger Maßen erfolgte vor 1318. In einer Urkunde vom 22. September 1318 wird die Ortschaft Löwenhagen erstmals urkundlich erwähnt. Im Jahr 1333 verkauft Albert von Stockhausen seine Besitzungen in Löwenhagen an das Kloster Bursfelde für 15 Mark. 1360 sind die Eisenerzvorkommen in der „Eisenkuhle“ erschöpft. Die Eroberung der Bramburg durch Landgraf Wilhelm von Thüringen erfolgte 1458. (⇒ Entstehung der Sage von Löwenhagen)

### Neuzeit bis heute
Im Jahr 1622 erhielt Löwenhagen eine eigene Pfarrstelle und 1658 erfolgte der Bau der zweiten (Tauf- und Begräbnis-) Kirche in Löwenhagen in Calenberger Maßen (Fürstentum Calenberg). 1689 lebten auf dem Gut Löwenhagen 25 Einwohner und im Dorf Löwenhagen 74 Menschen. Im Siebenjährigen Krieg gab es 1760 ein Gefecht bei Löwenhagen, in dem Frankreich und seine Alliierten gegen Hannover, Braunschweig und Engländer kämpften. 1792 begann der Bau der dritten Kirche in Löwenhagen, die heute noch steht. Die Kirche befand sich bis in die 1980er Jahre im Eigentum der Familie von Stockhausen. Das Innere ist geprägt durch einen Kanzelaltar in Gestalt einer klassizistischen Tempelwand und die Westempore. Auf der Empore befindet sich eine Denkmalorgel, die von Stephan Heeren aus Gottsbüren gebaut wurde.
1904 erfolgte der Bau des Herrenhauses der Familie von Stockhausen. Vier Jahre später wurde mit dem Bau einer neuen Schule am Bekeplatz begonnen.
1950 wurde die Freiwillige Feuerwehr Löwenhagen gegründet. Im Jahr 1956 erfolgte der Bau der Kanalisation. Ein neues Feuerwehrhaus in Verbindung mit einem Lagerhaus der Spar- und Darlehnskasse wurde 1963 gebaut. 1970 hatte das Dorf 233 Einwohner. Im Zuge der Verwaltungsreform verlor die Gemeinde Löwenhagen ihre Selbständigkeit. Am 1. Januar 1973 wurde sie ein Teil der neuen Gemeinde Niemetal und der Samtgemeinde Dransfeld. 1987 erhielt Löwenhagen einen Kindergarten, der in der ehemaligen Schule eingerichtet wurde. Der Umbau des Lagerhauses der Spar- und Darlehnskasse zu einem Dorfgemeinschaftsraum erfolgte 1991. Im Jahr 2006 wurde die Kanalisation erneuert. 2008 wurde das Schwimmbad geschlossen. Der Campingplatz wird seit 2009 privat betrieben.

## Wappen
| Wappen von Löwenhagen | Blasonierung: „Von Silber (Weiß) und Rot geteilt; oben ein schräg gelegter oben geasteter Stamm mit jederseits herabhängenden schwarzen Eichblatt; unten ein schreitender, herschauender, blaubewehrter und -bezungter goldener (gelber) Löwe.“ |
| Wappen von Löwenhagen | Wappenbegründung: Der Eichenast entstammt dem Wappen der Familie von Stockhausen, der Löwe erinnert an das Familienwappen der alten Müllerfamilie Böttger, die mehrere Bürgermeister in der Gemeinde stellte.                                   |

## Baudenkmale
In der Liste der Baudenkmale in Niemetal sind für Löwenhagen neun Baudenkmale aufgeführt.